# Індіан-Трейл (Північна Кароліна)
Індіан-Трейл (англ. Indian Trail) — місто (англ. town) в США, в окрузі Юніон штату Північна Кароліна. Населення — 39 997 осіб (2020).

## Географія
Індіан-Трейл розташований за координатами 35°3′59″ пн. ш. 80°38′51″ зх. д. / 35.06639° пн. ш. 80.64750° зх. д. (35.066365, -80.647516).  За даними Бюро перепису населення США в 2010 році місто мало площу 56,62 км², з яких 56,18 км² — суходіл та 0,45 км² — водойми.

## Демографія
Згідно з переписом 2010 року, у місті мешкало 33 518 осіб у 11 121 домогосподарстві у складі 9060 родин. Густота населення становила 592 особи/км².  Було 11700 помешкань (207/км²).
Расовий склад населення:
| - 81,0 % — білих - 10,0 % — чорних або афроамериканців - 1,8 % — азіатів - 0,5 % — корінних американців - 4,4 % — осіб інших рас |

До двох чи більше рас належало 2,3 %. Частка іспаномовних становила 10,9 % від усіх жителів.
За віковим діапазоном населення розподілялося таким чином: 32,7 % — особи молодші 18 років, 60,4 % — особи у віці 18—64 років, 6,9 % — особи у віці 65 років та старші. Медіана віку мешканця становила 33,7 року. На 100 осіб жіночої статі у місті припадало 96,4 чоловіків;  на 100 жінок у віці від 18 років та старших — 92,4 чоловіків також старших 18 років.
Середній дохід на одне домашнє господарство  становив 80 797 доларів США (медіана — 66 589), а середній дохід на одну сім'ю — 87 199 доларів (медіана — 71 570). Медіана доходів становила 51 481 долар для чоловіків та 41 686 доларів для жінок. За межею бідності перебувало 8,0 % осіб, у тому числі 11,9 % дітей у віці до 18 років та 1,7 % осіб у віці 65 років та старших.
Цивільне працевлаштоване населення становило 17 347 осіб. Основні галузі зайнятості: освіта, охорона здоров'я та соціальна допомога — 21,3 %, роздрібна торгівля — 15,3 %, науковці, спеціалісти, менеджери — 11,2 %, виробництво — 10,0 %.